# Zorro (série télévisée, 1990)
Pour les articles homonymes, voir Zorro (homonymie).
Zorro ou Les Nouvelles Aventures de Zorro est une série télévisée américano-européenne en 88 épisodes de 21 minutes diffusée entre le 5 janvier 1990 et le 30 janvier 1993 sur The Family Channel.
En France, la série a été diffusée du 14 mai 1990 au 23 novembre 1990 sur Canal+. Rediffusion à partir du 27 décembre 1990 sur Antenne 2, puis dans Giga du 21 janvier 1991 au 15 mars 1991. Diffusion des 12 premiers épisodes de la saison 3 du 11 septembre 1991 au 18 décembre 1991 dans Cékanon. Rediffusion et épisodes inédits en janvier 1994 sur TMC. Rediffusion du 6 janvier 2003 au 12 octobre 2003 sur TMC.
En Belgique, la série a été diffusée à partir du 8 septembre 1990 sur RTL TVI.
La quatrième saison est inédite dans les pays francophones.

## Synopsis
Don Diego de la Vega est de retour en Californie après quatre ans d'absence, et assume l'identité de Zorro afin de défendre les gens opprimés sous le gouvernement tyrannique de l'alcade. Diego prétend n'avoir d'intérêt que pour les livres et les arts, et seul son ami muet Felipe connaît son secret.

## Fiche technique
- Titre original : Zorro ou New World Zorro
- Titres alternatifs : Zorro: The Legend Continues ou The New Zorro
- Titre français : Zorro
- Autres titres francophones : Les Nouvelles Aventures de Zorro ou La Légende de Zorro (sortie DVD)
- Réalisation : Ray Austin (50 épisodes) , Michael Levine (10 épisodes), Peter Diamond (9 episodes), Robert McCullough, (6 épisodes), Ron Satlof (6 épisodes), Michael Vejar (6 épisodes)
- Scénario : Robert McCullough (37 épisodes), Philip John Taylor (30 épisodes), Bruce Lansbury (6 épisodes), Tim Minear (4 épisodes)... d'après Zorro de Johnston McCulley
- Photographie : James Devis (37 épisodes), Manuel Teran (25 épisodes), Fernando Argüelles (13 épisodes), Dominique Chapuis (12 épisodes)
- Montage : Donald Paonessa, Kenneth C. Paonessa, Dick Darling, Harry Kaye, Howard Flaer
- Musique : Jay Asher et Vladimir Horunzhy
  - Générique interprété par Cathi Campo
- Production : Gary M. Goodman, Ray Austin
  - Production déléguée : Barry Rosen, Terry Botwick, James Ackerman, Bob Chmiel
  - Production associée : Simon Hart, Pierre Bertrand-Jaume, Daniel Mikolay, Philippe Gildas, Stephane Sperry
- Sociétés de production[10] :
- Pays d'origine :  États-Unis,  France,  Allemagne,  Italie
- Langue originale : anglais
- Format : couleur - 35 mm - 1,33:1 - son Stéréo
- Genre : action, aventure
- Nombre de saisons : 4
- Nombre d'épisodes : 88
- Dates de première diffusion :
  - États-Unis : 5 janvier 1990
  - France : 14 mai 1990

## Distribution

### Rôles principaux
- Duncan Regehr (VF : Patrick Laval) : Don Diego de la Vega / Zorro
- Patrice Martinez (créditée en tant que Patrice Camhi) (VF : Malvina Germain) : Victoria Delgado / Victoria Escalante
- James Victor (VF : Philippe Dumat) : Sergent Jaime Mendoza
- Juan Diego Botto : Felipe
- Efrem Zimbalist Jr. (VF : Gabriel Cattand) : Don Alejandro de la Vega (1990)
- Henry Darrow (VF : Jean-Pierre Delage) : Don Alejandro de la Vega (1990-1993)
- Michael Tylo (VF : Jean Barney) : Alcade Luis Ramon (1990-1991)
- J. G. Hertzler (VF : Gérard Rinaldi) : Alcade Ignacio de Soto (1991-1993)

### Rôles secondaires
- Timothy Bateson : Padre Benites
- Faith Brook : Ynez Risendo
- Tabare Carballo : Caporal Sepulveda
- Jim Carter : Colonel Mefisto Palomarez
- Paco Catalá : Perez
- Gene Collins : Carlos
- Peter Diamond : Sir Edmond Kendall
- André The Giant : Nestor Vargas
- James Horan : Don Gilberto Risendo
- Chris Humphreys : Sir Miles Thackery
- Tony Isbert : Arturo
- Emilio Linder : Ricardo Quintana
- Luis Lorenzo : Caporal Gomez
- Cesar Peralta : le citoyen Friez
- Maurice O'Connell : Don Emilio
- Dennis Vaughan : Docteur Hernandez
- Jesse Ventura : Big Jim Jarrett, un pirate
- Richard Yniguez : Casey Hawkes
- Clive Russell : Capitaine Henry Stark

## Épisodes

### Première saison (1990)
1. Le Mort se porte bien (Dead Men Tell No Tales)
2. L'Intruse (Deceptive Heart)
3. Sabotage (Water)
4. Zorro contre Zorro (Double Entendre)
5. Duel en famille (The Best Man)
6. Le Défi de Zorro (The Sure Thing)
7. La Rançon (Zorro's Other Woman)
8. Naissance d'une légende (The Legend Begins Part 1)
9. Un cavalier dans la nuit (The Legend Begins Part 2)
10. Le Signe de Zorro (The Legend Begins Part 3)
11. Une légende sans fin (The Legend Begins Part 4)
12. Un poing, c'est tout (Pride of the Pueblo)
13. Honore le père (Honor Thy Father)
14. Le Magicien (The Magician)
15. Pacte avec le diable (A Deal With The Devil)
16. Qui est Zorro ? (Whereabouts)
17. Les Diamants sont presque éternels (All That Glitters)
18. L'Héritage (Child's Play)
19. Un loup dans la bergerie (A Wolf In Sheep's Clothing)
20. Dis-moi qui tu hantes (Ghost Story)
21. Les Chasseurs de primes (The Bounty Hunters)
22. L'Affaire du médium (The Unhappy Medium)
23. Une situation explosive (An Explosive Situation)
24. Une affaire de famille (Family Business)
25. L'Usurpateur (Palomarez Returns)

### Deuxième saison (1990-1991)
1. Le Marchand de rêves (The Wizard)
2. Maître et élève (Master & Pupil)
3. L'Enlèvement (Kidnapped)
4. La Séductrice (The Tease)
5. La Leçon d'escrime (He Who Lives By The Sword)
6. Liberté de la presse (Freedom Of The Press)
7. Le Refuge (Sanctuary)
8. La Traque (The Chase)
9. Le Tricheur (Broken Heart, Broken Mask)
10. La Brebis galeuse (The White Sheep Of The Family)
11. Seul contre trois (The Challenge)
12. Le Défi de Plume Noire (Rites of Passage)
13. Le Faucon (The Falcon)
14. L'Ombre d'un doute (It's A Wonderful Zorro)
15. La Vengeance (The Marked Man)
16. Le Grand Frère (Big Brother)
17. Être un homme (To Be a Man)
18. Le Voleur qui sifflait (The Whistling Bandit)
19. Le Nouvel Alcade (The Don's Dilemma)
20. L'Épée de Charlemagne (The Jewelled Sword)
21. Des sorciers à Los Angeles (The Newcomers)
22. La Forteresse du Diable (1) (The Devil's Fortress Part 1)
23. La Forteresse du Diable (2) (The Devil's Fortress Part 2)
24. Un pour tous et tous pour un (1) (One For All Part 1)
25. Un pour tous et tous pour un (2) (One For All Part 2)

### Troisième saison (1991-1992)
1. Le Nouvel Alcade (The New Broom)
2. Un jugement hâtif (Rush To Judgement)
3. Victoria se marie (A New Leash On Love)
4. Jack et le Loup (The Man Who Cried Wolf)
5. Armés et dangereux (Armed & Dangerous)
6. Les Pirates (1/2) (The Buccaneers)
7. Les Pirates (2/2) (A New Beginning)
8. La Veuve était trop belle (A Woman Scorned)
9. Zorro, bandit malgré lui (Wicked, Wicked Zorro)
10. Trente ans après (Alejandro Rides Again)
11. Amour de jeunesse (The Old Flame)
12. Le Miracle de Noël (Miracle Of The Pueblo)
13. Amour perdu (A Love Remembered)
14. Le Rêve de Mendoza (Dirty Tricks)
15. Mendoza a perdu la tête (Mendoza The Malevolent)
16. La Sagesse et la Force (Test Of Faith)
17. Los Angeles assiégée (Siege)
18. Une femme contre Zorro (They Call Her Annie)
19. Le Sergent a de l'ambition (Silk Purses and Sow's Ears)
20. Magie rouge (Turning The Tables)
21. Une nuit d'orage (One Special Night)
22. Le Prix de l'amitié (Balancing The Books)
23. Le Passage maudit de l'homme aveugle (Blind Man's Bluff)
24. L'Héritier disparu (Heir Apparent)
25. Témoin sans paroles (The Word)

### Quatrième saison (1992-1993)
1. Titre inconnu (Ultimate Justice)
2. Titre inconnu (An Affair to Remember)
3. Titre inconnu (The Fox and the Rabbit)
4. Titre inconnu (Love Potion Number Nine)
5. Titre inconnu (As Ye Sow)
6. Titre inconnu (The Reward)
7. Titre inconnu (Like Father, Like Son)
8. Titre inconnu (Symbol Of Hope)
9. Titre inconnu (My Word Is My Bond)
10. Titre inconnu (The Arrival)
11. Titre inconnu (Death & Taxes)
12. Titre inconnu (Conundrum)
13. Titre inconnu (The Discovery)

## Production
Le tournage a eu lieu en Espagne.

## Bande originale
Le générique de début de la version originale est chanté par Cathi Campo. Pour la version française, ce générique n'a pas été conservé, il a été remplacé par une composition française réalisée par le groupe Bill Baxter. La bande originale de la série composée par Jay Asher est sortie en 2012 et comporte 25 pistes. Un deuxième CD, intitulé Zorro: The Three Musketeers et comportant 30 pistes, regroupe la musique composée par Vladimir Khorounji pour le double épisode de la fin de la saison 2 : Un pour tous et tous pour un (One For All Part 1). Dans cet épisode Zorro rencontre les Mousquetaires d'Alexandre Dumas.

### Liste des titres
Liste des pistes de The Complete Zorro Soundtrack de Jay Asher :
| 1.    | Zorro Theme                 | 1:03 |
| 2.    | Original Zorro Theme        | 1:04 |
| 3.    | In Z Beginning              | 2:26 |
| 4.    | Z Battle                    | 1:59 |
| 5.    | Z Poignant One              | 2:32 |
| 6.    | Mendoza the Magnificent     | 2:01 |
| 7.    | Eventful Evening            | 2:26 |
| 8.    | Stealthy                    | 1:39 |
| 9.    | Z Rides                     | 1:45 |
| 10.   | All in a Days Work          | 1:19 |
| 11.   | Dark Days                   | 0:49 |
| 12.   | True Believer               | 1:56 |
| 13.   | Remembrance                 | 0:53 |
| 14.   | Z Hero                      | 0:26 |
| 15.   | Battle for the Pueblo       | 1:11 |
| 16.   | Changeable                  | 1:42 |
| 17.   | To Z Rescue                 | 2:34 |
| 18.   | Storm Brewing               | 0:52 |
| 19.   | Another Day, Another Battle | 0:43 |
| 20.   | Rocky Mendoza               | 1:24 |
| 21.   | Legend of the West          | 1:02 |
| 22.   | Playful                     | 0:30 |
| 23.   | All's Well That Ends Well   | 0:48 |
| 24.   | Original Zorro End Title    | 0:33 |
| 25.   | Zorro End Title             | 1:04 |
| 34:41 |                             |      |

Liste des pistes de Zorro: The Three Musketeers de Vladimir Horunzhy :
| 1.    | Story About Musketeers  | 1:33 |
| 2.    | Fight in a Tavern       | 1:21 |
| 3.    | Portos is Drunk         | 1:50 |
| 4.    | Short Sting             | 0:09 |
| 5.    | Trouble                 | 0:14 |
| 6.    | Story About the Rings   | 0:48 |
| 7.    | Countess                | 0:24 |
| 8.    | Countess and De La Vega | 0:31 |
| 9.    | Atos and Portos         | 0:43 |
| 10.   | Humorous Sting          | 0:06 |
| 11.   | D’Artanian              | 2:16 |
| 12.   | Vega Joins Musketeers   | 0:48 |
| 13.   | Country Girl            | 1:05 |
| 14.   | Zorro in a Castle       | 1:00 |
| 15.   | Zorro’s Speech          | 0:58 |
| 16.   | Ring                    | 1:57 |
| 17.   | Seed of Suspense        | 0:32 |
| 18.   | Zorro to the Rescue     | 0:49 |
| 19.   | Getaway                 | 1:31 |
| 20.   | Zorro Rides Tonight     | 0:32 |
| 21.   | Bon Voyage              | 0:43 |
| 22.   | New Friends             | 2:40 |
| 23.   | Victory                 | 2:30 |
| 24.   | On the Trail            | 0:26 |
| 25.   | Zorro is Gone           | 1:08 |
| 26.   | Musketeers Rides Again  | 2:30 |
| 27.   | Good Move               | 0:29 |
| 28.   | Bonus Track 1           | 2:09 |
| 29.   | Bonus Track 2           | 1:48 |
| 30.   | Bonus Track 3           | 1:14 |
| 34:44 |                         |      |

## Autour de la série
La série est très similaire à celle des studios Disney tournée dans les années 1950, mais comporte certaines différences notables. L'ami de Zorro est un adolescent muet appelé Felipe, et Zorro vit aussi une relation amoureuse avec Victoria Escalante, une femme très indépendante qui s'occupe de la taverne de Los Angeles. Néanmoins, Victoria n'a aucun intérêt pour Diego de la Vega, qui n'est pour elle qu'un bon ami.

## Sorties DVD
Lors de sa sortie en DVD, la série est renommée Les Nouvelles Aventures de Zorro sur les jaquettes. Une nouvelle édition sous forme de coffret sort en 2008 sous le titre de La Légende de Zorro.

## Produits dérivés

### Bande dessinée
En décembre 1990, Marvel Comics édite le premier numéro d'une série de comic book issue de la série télévisée. S'étalant sur 12 numéros, les scénarios sont écrits par Ian Rimmer en reprenant les histoires de certains épisodes. Les dessins sont réalisés par Mario Capaldi (no 1-6) et David Taylor (no 7-12). Le dernier numéro sort en novembre 1991.

### Romans
En parallèle de la diffusion de la série à la télévision, Hachette publie dans sa collection de la Bibliothèque rose plusieurs romans de littérature jeunesse reprenant certains épisodes :
- 1991 : Zorro contre le Faucon  (ISBN 978-2-01-018253-2) (Saison 2, Épisode 13 : Le Faucon)
- 1991 : Zorro, l'enfant et le pirate  (ISBN 978-2-01-018256-3)
- 1991 : Mauvais quart d'heure pour Zorro  (ISBN 978-2-01-018257-0) (Saison 1, Épisode 23 : Une situation explosive)
- 1991 : Zorro et l'épée du Cid  (ISBN 978-2-01-018255-6) (Saison 2, Épisode 20 : L’épée de Charlemagne)
- 1991 : Zorro connaît la musique  (ISBN 978-2-01-018252-5)
- 1991 : Zorro et la Forteresse du Diable  (ISBN 978-2-01-018254-9) (Saison 2, Épisodes 22-23 : La Forteresse du Diable)
- 1992 : Chapeau, Zorro !  (ISBN 978-2-01-019739-0) (Saison 3, Épisode 15 : Mendoza a perdu la tête)